# Kabir Kuh
Kabir Kuh (en persan کبیرکوه ; en kurde : کڤەر-, Kiver), est un massif montagneux des monts Zagros qui s'étend sur environ 240 km le long des provinces du Lorestan et d'Ilam en Iran.